# Henry Carrington Bolton
Pour les articles homonymes, voir Henry Bolton et Bolton.
Henry Carrington Bolton, né en 1843 et mort en 1903, était un chimiste, un historien des sciences et un bibliographe scientifique américain.

## Biographie
Né à New York le 29 janvier 1843, il ressort diplômé de l'université Columbia en 1862. Il étudie ensuite la chimie auprès de Jean Baptiste André Dumas et Charles Adolphe Wurtz à Paris, auprès de Robert Bunsen, Hermann Kopp et Gustav Kirchhoff à Heidelberg, puis auprès de Friedrich Wöhler à Göttingen, où il obtient un doctorat en 1866 grâce à sa thèse intitulée « Sur les composants fluorés de l'uranium » (On the Fluorine Compounds of Uranium). Il devient ensuite l'assistant de August Wilhelm von Hofmann à l'université Humboldt de Berlin.
Au cours des années suivantes, il entreprend plusieurs voyages au Mexique, en Californie et au Canada. De 1872 à 1877, il est assistant en analyse quantitative à l'École des mines de Columbia. En 1874, il est nommé professeur de chimie à l'université de médecine pour femmes de l'Infirmerie de New York. Il démissionne en 1877 pour devenir professeur de chimie et de sciences naturelles au Trinity College de Hartford, dans le Connecticut. Bolton organise la célébration du centenaire de la chimie à Northumberland (Pennsylvanie), ville de résidence du physicien et chimiste Joseph Priestley, connu pour sa découverte de l'oxygène en 1774.
Les recherches sur l'action des acides organiques sur les composés minéraux constituent la partie la plus importante des travaux de Bolton. Mais la plupart de l'œuvre de Bolton est littéraire et sa collection privée de livres scientifiques reste alors inégalée aux États-Unis. Bolton publie d'importantes bibliographies sur la chimie puis sur l'ensemble des périodiques scientifiques diffusés à son époque. Dans ses répertoires d'ouvrages sur la chimie, il inclut de nombreux travaux d'alchimie, tout en insistant sur la continuité de la transition entre les deux domaines. Certains de ses articles sont publiés dans des revues scientifiques telles que Popular Science Monthly, American Chemist, Proceedings of the New York Academy of Sciences ou Chemical News.
Bolton est membre de l'Association américaine pour l'avancement des sciences ; il en devient le secrétaire général en 1878 puis le vice-président en 1882. Il est également secrétaire correspondant de l'Académie des sciences de New York. En 1900, il devient président de la Société américaine de chimie, basée à Washington.
Bolton décède le 19 novembre 1903 à l'âge de 60 ans.
Aujourd'hui, la Chemical Heritage Foundation dirige la Bolton Society, nommée d'après H. C. Bolton, qui agit pour la conservation des écrits dédiés à la chimie et aux sciences annexes, notamment par le biais de la Othmer Library of Chemical History.

## Ouvrages
- Literature of Uranium, 1870 [2e éd. 1886].
- Literature of Manganese, 1877.
- Student's Guide in Quantitative Analysis, New York, 1879.
- Catalog of Scientific and Technical Periodicals (1665–1882), 1885.
- A Catalogue of Scientific and Technical Periodicals, 1665-1895, Washington, Smithsonian Institution, 1897, 2e édition. Réimprimé en 1965 par la Johnston Reprint Corporation.
- Henry Carrington Bolton, Evolution of the Thermometer, Easton (Pennsylvanie), The Chemical Publishing Company, 1900, p. 66–79
- Select Bibliography of Chemistry (1492–1892), 1892. (recense 12 031 titres[1])
- Select Bibliography of Chemistry (1492–1904). (édité à titre posthume ; recense plus de 14 000 titres)
- The Follies of Science at the Court of Rudolph II, 1904, Milwaukee, Pharmaceutical Review Publishing Company (édition numérique par l'université et bibliothèque nationales de Dusseldorf)
- Bolton, Henry Carrington (éditeur) et Joseph Priestley, Scientific Correspondence of Joseph Priestley, Philadelphie, Collins Printing House, 1892 (lire en ligne)